# Eckerd Tennis Open 1987
L'Eckerd Tennis Open 1987 è stato un torneo di tennis giocato sulla terra rossa. È stata la 15ª edizione del torneo, che fa parte del Virginia Slims World Championship Series 1987. Si è giocato a Tampa negli Stati Uniti, 27 aprile al 3 maggio 1987.

## Campionesse

### Singolare
Chris Evert-Lloyd ha battuto in finale  Kate Gompert con il punteggio di 6–3, 6–2

### Doppio
Chris Evert-Lloyd /  Wendy Turnbull hanno battuto in finale  Elise Burgin /  Rosalyn Fairbank con il punteggio di 6–4, 6–3